# Ozyptila laevis
Ozyptila laevis là một loài nhện trong họ Thomisidae.
Loài này thuộc chi Ozyptila. Ozyptila laevis được J. Denis miêu tả năm 1954.